# Libumem
Libumem은 응용 프로그램 안에서 메모리 관리 버그를 찾아내는데 사용되는 라이브러리이다. 슬랩 얼로케이터 개념에 기반을 두고 있다. Libumem은 솔라리스 9 업데이트 3 이상부터 솔라리스의 표준적인 일부로 사용할 수 있다.

## 함수
이 라이브러리의 함수들은 멀티스레드 응용 프로그램 지원과 더불어 빠르고 확장 가능한 객체 캐시 메모리 할당을 제공한다. 표준 malloc(3C) 계열의 함수 및 더 유연한 umem_alloc(3MALLOC) 계열 외에도 libumem은 umem_cache_create(3MALLOC)에서 기술되었듯이 강력한 객체 캐시 서비스들을 제공한다.
libumem을 처음 시작하는 것은 쉽다. "libumem.so"에 대해 LD_PRELOAD를 설정하면 실행되는 프로그램은 libumem의 malloc(3C)과 free(3C) (또는 new 또는 delete)를 사용한다. 이 슬랩 얼로케이터는 수많은 스레드의 수많은 CPU의 시스템을 위해 설계되어 있다. 네이티브 얼로케이터의 메모리 할당은 심각한 병목 현상을 일으킬 수 있다.

## 같이 보기
- Valgrind